# Sphinctacanthus parkinsonii
Sphinctacanthus parkinsonii är en akantusväxtart som beskrevs av C. E. C. Fischer. Sphinctacanthus parkinsonii ingår i släktet Sphinctacanthus och familjen akantusväxter. Inga underarter finns listade i Catalogue of Life.